# Klára Dobrev
Klára Dobrev (Sofía, 2 de febrero de 1972) nacida como Klara Petrova Dobreva, en búlgaro: Клара Петрова Добрева,  es una economista, abogada y política húngara, militante de izquierdas húngara que ocupó el cargo de vicepresidenta del Parlamento Europeo entre julio de 2019 y enero de 2022.

## Trayectoria
Dobrev nació en la capital búlgara de Sofía, de madre judía húngara, Piroska Apró, y padre búlgaro, Petar Dobrev. Su abuelo materno, Antal Apró, político comunista, fue ministro de Industria de la República Popular Húngara en las décadas de 1950 y 1960.
Dobrev es licenciada en Economía y en Derecho por la Universidad Eötvös Loránd. Durante sus años en la Universidad de Economía fue miembro de AIESEC, y en la conferencia mundial de la organización de 1992 fue la vicepresidenta de la junta animadora responsable de relaciones públicas. Dobrev realizó sus prácticas en Modi Xerox (ahora llamada Xerox India) como asistente de marketing en Bangalore, India.

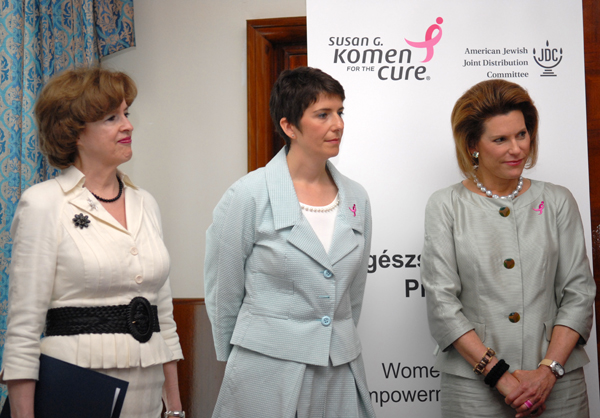
Klára Dobrev (centro) con la embajadora de Estados Unidos en Hungría, April H. Foley (izquierda) y Nancy Brinker, ex embajadora en Hungría (derecha). Budapest, 10 de julio de 2008

Dobrev ocupó varios cargos en el Gobierno, entre ellos el de Jefa de Gabinete de Péter Medgyessy durante las elecciones parlamentarias de 2002 y el de Vicepresidenta de la Oficina del Plan Nacional de Desarrollo y Apoyo a la UE, donde trabajó desde 2002 hasta la candidatura de su marido a primer ministro en 2004, cuando dimitió.
Dobrev es profesora titular en la Universidad Eötvös Loránd. Es presidenta de la sección húngara de ONU Mujeres. En 2009, se convirtió en consejera delegada de Altus Ltd., una consultora de desarrollo propiedad de su marido.
Dobrev volvió a la política, en 2019, como candidata principal de la lista al Parlamento Europeo de la Coalición Democrática para las elecciones de 2019. Con un impresionante y sorprendente, resultado del 16,05% para su partido, mejor de lo que pronosticaban todas las encuestas, fue elegida diputada al Parlamento Europeo, y elegida vicepresidenta del Parlamento Europeo el 3 de julio de 2019.
En octubre de 2021, Dobrev declaró que era la favorita en las elecciones primarias de la coalición destinada a presentarse unida contra Viktor Orbán en las elecciones parlamentarias de 2022. Dobrev obtuvo el 34% de los votos en la primera vuelta de septiembre de 2021, presentándose como candidata de la Coalición Democrática y el Partido Liberal Húngaro. En la segunda vuelta, celebrada en octubre, obtuvo el 43% de los votos y, en consecuencia, fue derrotada por Péter Márki-Zay, del Movimiento Hungría de Todos, que obtuvo el 57%.
En 2021 se convirtió en miembro del Consejo Europeo de Relaciones Exteriores (ECFR).

## Reconocimientos
Fue reconocida como una de las 100 mujeres de la BBC en 2013.

## Vida personal
Dobrev se casó con Ferenc Gyurcsány, que fue primer ministro de Hungría.